# Hédi Chaker
Hédi Chaker (in arabo الهادي شاكر‎?; Sfax, 1908 – Nabeul, 13 settembre 1953) è stato un attivista e politico tunisino.

## Biografia
Proveniente da una famiglia di mercanti di origine turca, Chaker fu sin da giovane un attivista contro il colonialismo francese in Tunisia. Nel 1934 fu tra i fondatori del Neo-Dustur, del cui ufficio politico è stato a più riprese scelto come guida, oltre a essere il responsabile della cellula di Sfax del partito.
Passò molti anni rinchiuso in carceri tunisine, francesi e algerine, alternati a brevi periodi da uomo libero. Nell'estate del 1953 venne messo agli arresti domiciliari a Nabeul. Qui venne assassinato, nella notte tra il 12 e il 13 settembre, da un gruppo formato da esponenti di una famiglia collaborazionista, i Belgaroui, con il supporto della gendarmeria coloniale. Gli assassini vennero condannati solo dopo l'indipendenza.